# Scharade (Pantomimespiel)
Scharade (oder Charade) bezeichnet ein Gesellschaftsspiel mit pantomimischer Darstellung.

## Spielanleitung
Der Spielleiter schreibt auf kleine Zettel (es sind mehr Zettel als Mitspieler vorhanden) jeweils ein Wort, das aus zwei Substantiven zusammengesetzt ist, faltet sie zusammen, mischt sie und lässt jeden Mitspieler einen Zettel ziehen. Jeder Spieler muss nun das gezogene Wort den Mitspielern pantomimisch darstellen, bis sie es erraten haben. Natürlich können die Wortteile auch einzeln erklärt werden.
Die Wortteile sollten etwas Konkretes und Anfassbares sein, um eine pantomimische Darstellung zuzulassen. Beispiele: Schiffsrumpf, Tintenfüller, Telefonhörer, Armleuchter. 
Bei entsprechend interessierter oder vorgebildeter Spielrunde werden auch Buchtitel oder Filmtitel als Scharaden dargeboten. Hier kommen dann oft verabredete pantomimische Zeichen zum Einsatz (z. B.: Blick auf zum Buch geformte Handinnenflächen als Symbol für Literatur).
Eine mögliche Variante besteht darin, das Spiel ohne Spielleiter, aber mit zwei Mannschaften zu spielen. Jedes Team denkt sich dann zunächst in einem separaten Raum mehrere Begriffe aus, die anschließend ein Spieler der jeweils anderen Mannschaft seinen Mitspielern pantomimisch darstellen muss. Besonders reizvoll an dieser Variante ist, dass eine Mannschaft weiß, was der aktive Spieler darstellt.